# Hemigomphus comitatus
Hemigomphus comitatus är en trollsländeart som först beskrevs av Tillyard 1909.  Hemigomphus comitatus ingår i släktet Hemigomphus och familjen flodtrollsländor. Inga underarter finns listade i Catalogue of Life.